# Cinnamomum parthenoxylon
Cinnamomum parthenoxylon es una especie de árbol conocido con el nombre común en camboyano como mreah prew phnom.  

## Distribución
Es un árbol de hoja perenne originario de Camboya, Indonesia, Malasia, Filipinas y Vietnam. En Vietnam, el árbol se considera En Peligro Crítico.

## Descripción
La corteza es  de color gris a marrón y las hojas son brillantes y ovales de color verde de 7-10 cm. Cuántas plantas son aplastadas, desprenden un olor agradable. Las flores aparecen en racimos y son de color verde y muy pequeñas, los frutos son drupas de color negruzco. En Indonesia las flores de C. parthenoxylon simbolizan el amor y la unión entre los vivos y los muertos, según la tradición, en la isla de Java, las flores se esparcen sobre las tumbas de sus familiares.

## Usos
El árbol está clasificado como de especial preocupación, ya que está siendo explotado a un ritmo elevado para obtener safrol, un ingrediente principal en la fabricación de drogas psicoactivas, la MDMA.  Gran parte de este aprovechamiento ilícito que está sucediendo en los Montes Cardamomos de Camboya.

## Propiedades
Un extracto de la corteza  ha demostrado en ratas que puede ser un posible tratamiento para la hiperglucemia.

## Taxonomía
Cinnamomum parthenoxylon fue descrita por Carl Meissner y publicado en Prodromus Systematis Naturalis Regni Vegetabilis 15(1): 26. 1864.
Etimología
Cinnamomum: nombre genérico que proviene del griego Kinnamon o Kinnamomon, que significa madera dulce. Este término griego probablemente proviene del hebreo quinamom, el cual tiene origen en una versión anterior al término Kayu manis, que en el lenguaje de Malasia e Indonesia también quiere decir madera dulce. 
parthenoxylon: epíteto
Sinonimia
- Camphora parthenoxylon (Jack) Nees
- Camphora porrecta (Roxb.) Voigt
- Cinnamomum barbatoaxillatum N.Chao
- Cinnamomum porrectum (Roxb.) Kosterm.
- Laurus parthenoxylon Jack
- Laurus porrecta Roxb.
- Parthenoxylon porrectum (Roxb.) Blume
- Phoebe latifolia Champ. ex Benth.
- Sassafras parthenoxylon (Jack) Nees[4]